# ایولیانا پوپا
ایولیانا پوپا (انگلیسی: Iuliana Popa؛ زادهٔ ۵ ژوئیهٔ ۱۹۹۶) ورزشکار روئینگ اهل رومانی است.
وی در مسابقات کشوری و بین‌المللی در مجموع برندهٔ ۴ مدال طلا، ۱ مدال برنز شده‌است.